# Jógvan Heinason
Jógvan Heinason genannt Jón, dänisch Jon oder Joen Heinesen (* 1541; † 1602) war 1572–1583 Løgmaður (damals eine Art Landrichter) der Färöer.
Jógvan war der Sohn des norwegischen Pfarrers Heini Havreki und der Färingerin Herborg aus Húsavík. Sein Halbbruder war der bekannte Seeheld Magnus Heinason, der Sohn seiner norwegischen Stiefmutter. Jógvan war Pachtbauer in Lamba auf Eysturoy. Sein Ururenkel Sámal Pætursson Lamhauge war ebenfalls Løgmaður der Färöer.
| Personendaten    | Personendaten                                |
| ---------------- | -------------------------------------------- |
| NAME             | Heinason, Jógvan                             |
| ALTERNATIVNAMEN  | Heinason, Jón; Heinason, Jon; Heinesen, Joen |
| KURZBESCHREIBUNG | Løgmaður der Färöer                          |
| GEBURTSDATUM     | 1541                                         |
| STERBEDATUM      | 1602                                         |